# Berlin (Schiff, 1675)
Die Berlin, auch Stadt Berlin, war von 1675 bis 1684 eine Fregatte der Kurbrandenburgischen Marine bzw. ein Handelsschiff der Brandenburgisch-Afrikanischen Compagnie. Während des Brandenburgischen Kaperkriegs gegen Spanien operierte sie auch in der Karibik. Benannt war sie nach der brandenburgischen Stadt Berlin. Ihr Endschicksal ist unbekannt.

## Technische Daten
Der 1674 gebaute Dreimaster war 80 Fuß (22,65 m) lang und 22 Fuß (6,23 m) breit. Als Bewaffnung trug er 1676 insgesamt 15 gusseiserne Kanonen (Vorderlader): zehn 4-Pfünder (Kaliber 8,5 cm), zwei 3-Pfünder (Kaliber 8,2 cm) und drei 2-Pfünder (Kaliber 6,1 cm). Die Besatzung zählte 50 bis 100 Mann. Als Heimathafen diente um 1680 vermutlich Pillau, 1684 vermutlich Emden.

## Beschreibung
Die Berlin war, soweit bekannt und soweit sich aus der einzigen bekannten zeitgenössischen Abbildung (siehe unten) schließen lässt, nach niederländischem Muster gebaut. Der Heckspiegel war blau. In der Mitte des Spiegels befand sich eine Stadtansicht von Berlin. Die Version, dass am Heck das Stadtwappen zu sehen sei, kann mit dem Bild bei Lieve Verschuier nicht in Übereinstimmung gebracht werden. Zudem müsste dann das Schiff den Namen „Wappen von Berlin“ führen, es heißt aber explizit „Stadt Berlin“.

## Geschichte
Erbaut wurde die Berlin 1674 in der niederländischen Provinz Zeeland. Im Sommer 1675 wurde sie in Dienst gestellt. Kommandant war von 1675 bis 1679 der niederländische Kapitän Cornelius Reers. Bereits im September 1675 wurde sie auf der Unterweser im Rahmen des Schwedisch-Brandenburgischen Krieges gegen die schwedische Festung Karlsburg eingesetzt, die sich auf dem heutigen Stadtgebiet von Bremerhaven befand. Im November verfolgte die Fregatte in der Nordsee vergeblich den französischen Kapers La Royale de Dunquerque, der nach Hamburg entkam. Die Hansestadt gab das Schiff mit Rücksicht auf Frankreich nicht heraus, zahlte Kurfürst Friedrich Wilhelm jedoch eine Entschädigungssumme für die entgangene Beute.
Ab Mitte Mai 1676 war die Berlin in der Ostsee gegen Schweden im Einsatz. Am 4. Juni eroberte sie zusammen mit der König von Spanien und der Galiot Cleve die schwedischen Brander Leoparden (22 Kanonen) und Diederik (4 Kanonen). Unklar wann, nahm die Berlin die Kriegsgaliot Maria (4 Kanonen), die den Postdienst zwischen Schweden und dem seinerzeit schwedischen Stralsund verrichtete. Am 2. August 1677 brachte sie die Kriegsgaliot Enhorn (12 Kanonen) auf.
Am 23. September 1678 deckte sie im Rahmen der Invasion Rügens mit brandenburgischen und dänischen Einheiten den Übergang der brandenburgischen Truppen von Peenemünde nach Rügen. Im Oktober/November war sie an der Eroberung der schwedischen Städte Stralsund und Greifswald beteiligt.
1679 operierte sie mit fünf weiteren Einheiten in der Nordsee, um von Hamburg ausstehende Hilfsgelder einzutreiben. Es wurden mehrere Hamburger Handelsschiffe aufgebracht, die in Kopenhagen versteigert wurden. Hamburg zahlte schließlich die Hilfsgelder in Höhe von 125.000.- Talern.
Am 14. August 1680 verließ die Berlin unter Kapitän Claes Sibrantz (Deutsch: Klaus Sybrandts) Pillau als Teil des Geschwaders von Claus von Bevern. Ziel war der Kaperkrieg gegen spanische Schiffe in westeuropäischen Gewässern. Zu diesem Zeitpunkt hatte die Fregatte 50 Mann Besatzung und 16 Kanonen. Zusätzlich eingeschifft waren de facto als informelle Marineinfanterie 20 Soldaten vom Regiment Kurprinz: 1 Fähnrich, 1 Unteroffizier, 1 Tambour und 17 Musketiere. (Petsch, S. 30) Am 18. September war die Fregatte vor Ostende an der Eroberung des spanischen Kriegsschiffs Carolus Secundus beteiligt, das später als Markgraf von Brandenburg in Dienst gestellt wurde und die größte Einheit der kurbrandenburgischen Flotte war.
Anschließend segelte ein Teil des Verbandes einschließlich der Berlin unter dem Kommando des früheren Kapitäns der Berlin, Cornelius Reers, in die Karibik, wo lediglich drei spanische Schiffe genommen wurden. Eine der Prisen wurde im englischen Port Royal/Jamaika verkauft.
1681 befand sich die Fregatte wieder in Pillau. Ihr letztes militärisches Unternehmen fand Ende 1681 statt, als sie in den Hoofden zusammen mit den Schnauen Falke und St. Johann Batist spanische Schiffe kapern sollte. Aufgrund der geringen Beute wurde das Unternehmen eingestellt.
Über die Dienstzeit 1682 bis 1684 ist nichts bekannt. 1684 befand sich das Schiff in Emden. Wann die Berlin in die Brandenburgisch-Afrikanische Compagnie überführt wurde, ist unklar. 1687 reiste sie von Emden aus nach Westafrika. 1687/88 war sie als Sklavenschiff eingesetzt und landete 80 Versklavte aus Benin in der Karibik an. Am 7. Januar 1688 wurde sie von der Niederländischen Westindien-Kompanie (WIC) bei Fida an der Küste Guineas beschlagnahmt, da sie angeblich zu Unrecht in den Niederlanden ausgerüstet worden war. Das Endschicksal ist bislang (Stand 2018) unbekannt, allerdings ist nicht ausgeschlossen, dass der Vorgang im Archiv der WIC dokumentiert ist.
1701 wurde sie wiederum als Sklavenschiff eingesetzt und hat laut der Datenbank „Trans-Atlantic Slave Trade“ aus einem näher nicht identifizierbaren afrikanischen Hafen 154 Sklaven nach St. Thomas auf den Virgin Islands verschleppt.

## Bildliche Darstellung

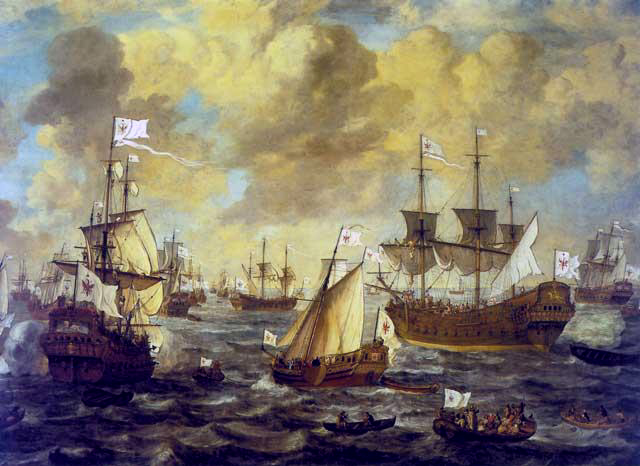
Brandenburgische Flotte, Gemälde von Lieve Verschuier, 1684

Im Gegensatz zu den meisten Schiffen der frühen Neuzeit existiert von der Berlin eine zeitgenössische Abbildung. Sie ist zusammen mit anderen Einheiten der brandenburgischen Flotte auf einem Gemälde des niederländischen Marinemalers Lieve Verschuier von 1684 dargestellt. Die Berlin ist im Hintergrund links in Heckansicht abgebildet.
Anfang der 2000er Jahre fertigte der Marinemaler Olaf Rahardt ein Gemälde an, das die Berlin um 1680 in Vordersicht vor Port Royal/Jamaika darstellt.